# Darwin Núñez
Darwin Gabriel Núñez Ribeiro (ur. 24 czerwca 1999 w Artigas) – urugwajski piłkarz, występujący na pozycji napastnika, reprezentant Urugwaju. 
Uczestnik Mistrzostw Świata 2022.

## Kariera klubowa
Karierę piłkarską rozpoczynał w lokalnych klubach z Artigas. W 2017 trafił do seniorskiej drużyny CA Peñarol. W 2019 przeniósł się do hiszpańskiej UD Almeríi. W klubie spędził jeden sezon, występując w ponad 30 meczach i strzelając ponad 16 bramek. 4 września 2020 został piłkarzem Benfiki. W drużynie zadebiutował 15 września w meczu z PAOK-iem. Pierwszego gola zdobył 22 października w meczu Ligi Europy UEFA 2020/2021 z Lechem Poznań. W tym samym spotkaniu strzelił hat tricka.

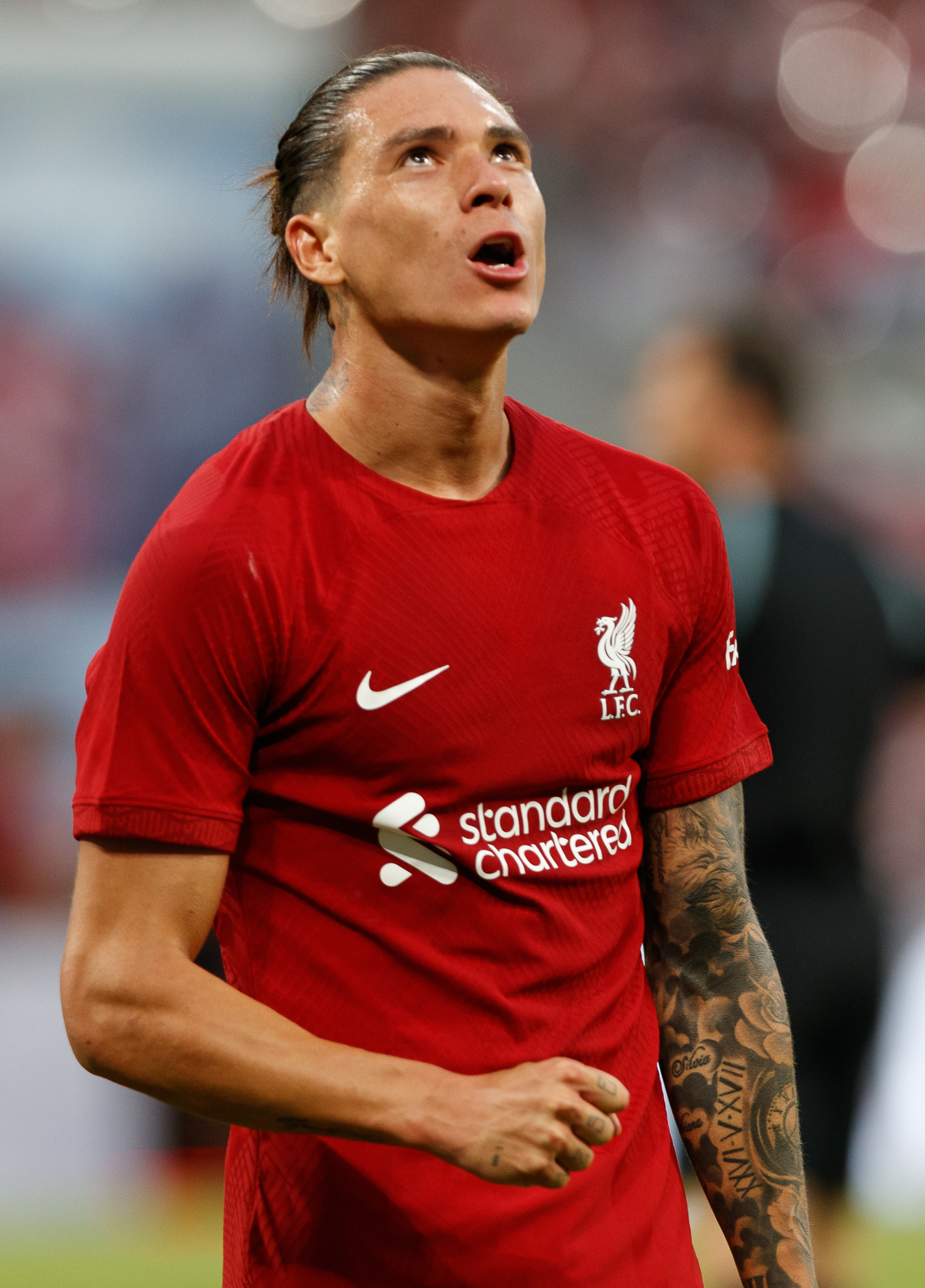
Núñez w barwach Liverpoolu (2022)

13 czerwca 2022, za kwotę 75 milionów euro i 25 milionów zmiennych euro został zawodnikiem Liverpoolu. Został zaprezentowany z numerem 27 na koszulce meczowej. W klubie zadebiutował 30 lipca w wygranym 3:1 meczu o Tarczę Wspólnoty z Manchesterem City, strzelając bramkę oraz wywalczając rzut karny. 6 sierpnia zdobył swoją pierwszą ligową bramkę w debiucie w rozgrywkach Premier League w meczu z Fulham (2:2). 12 października, w wygranym 7:1 meczu Ligi Mistrzów UEFA przeciwko Rangers, Núñez strzelił swoją pierwszą bramkę w Lidze Mistrzów w barwach Liverpoolu. 5 marca 2023 strzelił dwa gole w meczu Premier League przeciwko Manchesterowi United (7:0).

## Kariera reprezentacyjna
Núñez występował w reprezentacjach Urugwaju U-20 i U-22. W seniorskiej drużynie zadebiutował 15 października 2019 w towarzyskim starciu z Peru, w którym zdobył swoją pierwszą bramkę.
10 listopada 2022 znalazł się w kadrze Urugwaju na Mistrzostwa Świata 2022 w Katarze. Na mundialu wystąpił we wszystkich trzech meczach, a jego reprezentacja, kończąc fazę grupową na 3. miejscu w grupie H, odpadła z turnieju.

## Sukcesy

### CA Peñarol
- Mistrzostwo Urugwaju: 2017, 2018

### Liverpool
- Tarcza Wspólnoty: 2022
- Carabao Cup: 2024

### Indywidualne
- Król strzelców Primeira Ligi: 2021/2022 (26 goli)

### Wyróżnienia
- Piłkarz roku w Portugalii: 2022[11]
- Piłkarz sezonu Primeira Ligi: 2021/2022[12]
- Piłkarz miesiąca Primeira Ligi: Wrzesień 2021[13]
- Napastnik miesiąca Primeira Ligi: Wrzesień 2021
- Drużyna sezonu Primeira Ligi: 2021/2022[14]

### Rekordy
- Najszybszy zawodnik w historii Premier League: 38 km/h[a][15]